# Jean le Clerc
Jean Le Clerc of Jean LeClerc en als geleerde vaak Jo(h)annes Clericus/Clerqius (Genève, 29 maart 1657 - Amsterdam, 8 januari 1736) was een in zijn tijd bekende theoloog, die vanwege zijn opvattingen van het radicale calvinistische Genève naar het tolerantere Amsterdam verhuisde. Hij was bovendien filosoof, letterkundige, historicus, uitgever en auteur.

## Biografie
Zijn voorouders waren hugenoten van Beauvais die naar Genève uitweken. Hij studeerde in Genève logica en filosofie, promoveerde op de thesis De materiae natura, en studeerde vervolgens Hebreeuws en theologie. Daarna werd hij eerst huisleraar bij een adellijke familie in Grenoble, vervolgens was hij enige tijd predikant in Genève. In Saumur, tot de herroeping van het Edict van Nantes in 1685 het protestantse centrum van Frankrijk, was hij rond 1680 publicistisch actief. In 1682 predikte hij in Londen zes maanden in de Waalse kerk en de Savoy Chapel. Vandaar vertrok hij, mogelijk als gevolg van de voor hem bemoedigende correspondentie met Philipp van Limborch, in 1683 naar de Verenigde Nederlanden. Onderweg ontmoette hij de Italiaanse historicus Gregorio Leti; diens dochter Maria Leti zou acht jaar later zijn echtgenote worden. In Amsterdam sloot hij zich aan bij de Remonstrantsche Broederschap. Tijdens een kort verblijf in Genève in 1684 keerde hij zich af van het calvinisme, om zich vervolgens definitief in Amsterdam te vestigen. Kort daarop ontmoette hij dankzij Philipp van Limborch John Locke (filosoof) en werd hij hoogleraar in de wijsbegeerte, de klassieke letterkunde en de Hebreeuwse taal aan het Remonstrantse Seminarium te Amsterdam. Hij werd ervan verdacht een aanhanger van het socinianisme te zij, wat een hoogleraarschap in de theologie verhinderde, maar als opvolger van Philipp van Limborch werd hem in 1712 wel het onderricht in de kerkgeschiedenis toevertrouwd. Daarnaast schreef hij in het Frans en het Latijn tot op hoge leeftijd over alle onderwerpen die hij ook onderwees, maar ook daarbuiten; zijn oeuvre is omvangrijk en veelzijdig. Jean en Maria kregen 4 kinderen, die echter alle zeer jong overleden. Vanaf 1732 liet zijn geestelijke gezondheid te wensen over. Hij overleed in 1736, twee jaar na de dood van zijn echtgenote.

## Voetnoten
1. ↑  Gemeinsame Normdatei; geraadpleegd op: 11 december 2014.
2. ↑  http://www.preteristarchive.com/StudyArchive/l/leclerc-jean.html.
3. ↑  Nationaal Normbestand van Tsjechië; geraadpleegd op: 23 november 2019; NKC-identificatiecode: mzk2003197503.
4. 1 2  Encyclopædia Britannica Online; Encyclopædia Britannica Online-identificatiecode: EBchecked/topic/334368/Jean-Leclerc.
5. ↑  Album Academicum; geraadpleegd op: 9 september 2019; UvA Album Academicum-identificatiecode: id001797.
6. ↑  A.J. van der Aa, Biographisch woordenboek der Nederlanden. Deel 3. J.J. van Brederode, Haarlem 1858
7. ↑  P.C. Molhuysen en P.J. Blok (red.), Nieuw Nederlandsch biografisch woordenboek. Deel 4. A.W. Sijthoff, Leiden 1918. Gearchiveerd op 6 mei 2022.

- Bibsys: 90800175
- Biblioteca Nacional de Chile: 000208707
- Bibliothèque nationale de France: cb120007309 (data)
- Biografisch Portaal: 02663243
- Catàleg d'autoritats de noms i títols de Catalunya: 981058526937406706
- CiNii: DA06852331
- Digitale Bibliotheek voor de Nederlandse Letteren: cler030
- Gemeinsame Normdatei: 119512947
- Historisch woordenboek van Zwitserland: 011239
- International Standard Name Identifier: 0000 0001 0898 4102
- KulturNav: 50ca7cea-63db-4c0a-ad70-09fdcb118913
- Library of Congress Control Number: n85084631
- Nationale Bibliotheek van Tsjechië: mzk2003197503
- Nationale bibliotheek van Australië: 35227574
- Nationale Bibliotheek van Israël: 987007264315105171
- Nationale Bibliotheek van Polen: a0000002634521
- Nationale en Universitaire bibliotheek Zagreb: 000536190
- Nederlandse Thesaurus van Auteursnamen: 069827591
- Réseau des bibliothèques de Suisse occidentale: 02-A000103299
- Istituto Centrale per il Catalogo Unico: CFIV030278
- LIBRIS: 254969
- SNAC: w6n307hc
- Système universitaire de documentation: 028106865
- Trove: 873260
- Virtual International Authority File: 49234977
- WorldCat: E39PBJvCWcPrHFm9vFKkhD6HYP